# 舊聖伯多祿大殿
聖伯多祿大殿（拉丁語：Basilica Sancti Petri）是4世紀時建成的天主教會聖殿，位於現時梵蒂岡聖伯多祿大殿的位置。大殿前身為尼祿馬車競技場，於君士坦丁在位的時候建造。為分別此大殿及建於1506年至1626年的新聖伯多祿大殿，此大殿又稱爲舊聖伯多祿大殿。

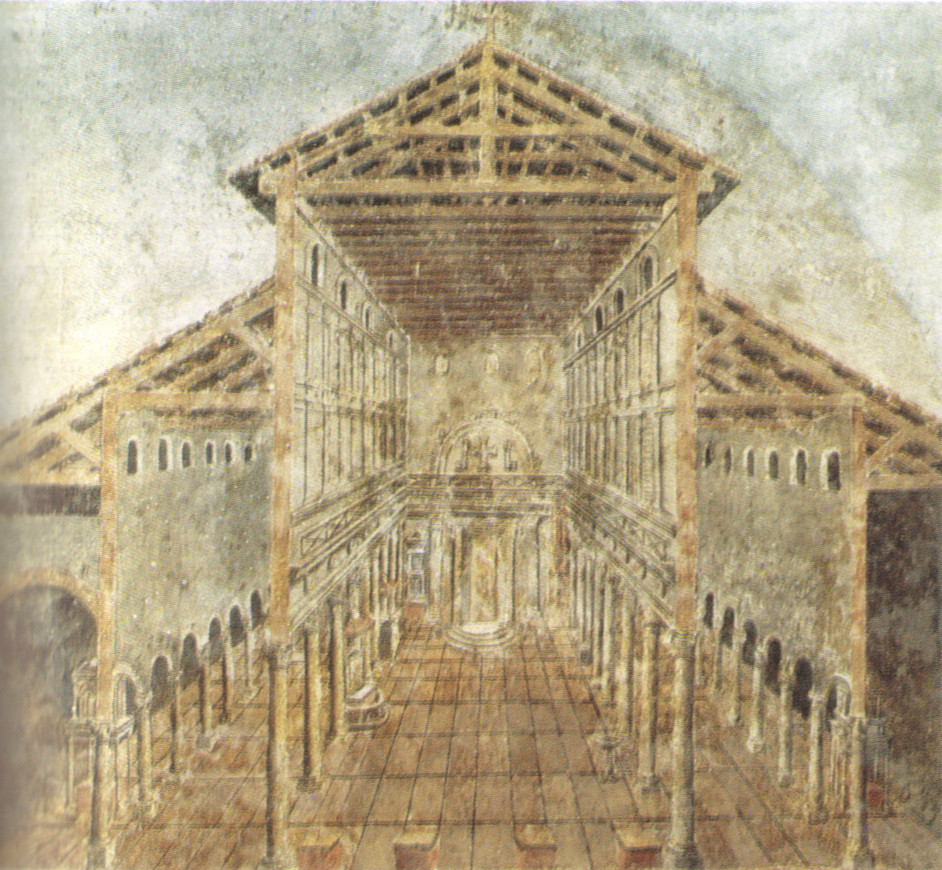
展示聖殿橫切面的濕壁畫

## 歷史

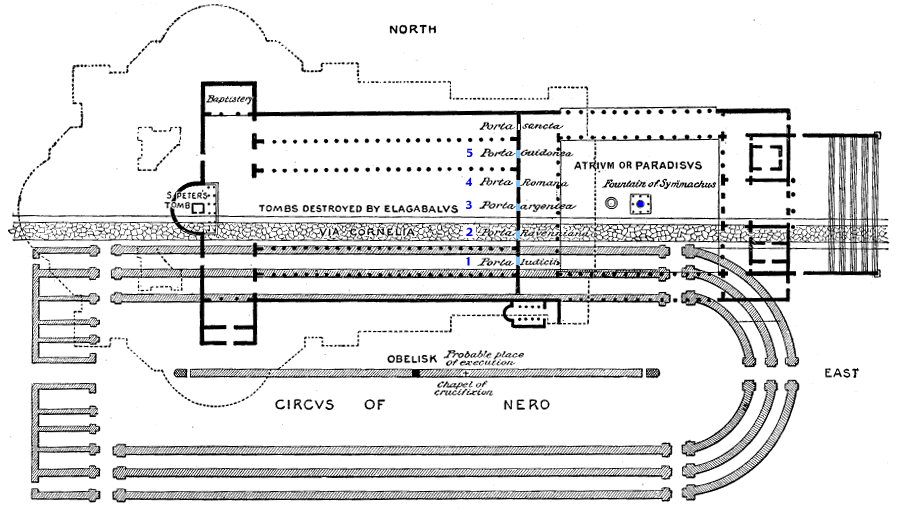
尼祿馬車競技場、舊聖伯多祿大殿及新聖伯多祿大殿的平面圖

舊聖伯多祿大殿於318年至322年間開始建造，約30年後完工。大殿在其後的12世紀在天主教會和羅馬都有重要的意義，亦爲教徒朝聖之地。
此教堂為舉行教宗加冕禮的地方，在800年，查理大帝受教宗良三世加冕爲“羅馬人的皇帝”，成為西羅馬帝國的繼承人和天主教世界的保護者；846年，撒拉森人為得到聖殿的財寶和聖餐儀式器皿破壞聖殿，由於聖殿位於奧勒良城牆外，少了一層保護，而成爲他們攻擊的目標，其後教宗良四世收復教堂後建設利奧尼內城以保護教堂；1099年，教宗烏爾巴諾二世連同安瑟莫召開復活節會議，重申反對敘任權鬥爭及神職人員與世俗領主的不良關係。
到了15世紀，教堂結構日益變舊，亞維農教廷遷回羅馬後，萊昂·巴蒂斯塔·阿伯提和貝爾納多·羅塞利諾提出重修教堂，維修半圓形後殿，並於在聖殿正面加建多層陽臺。阿尔伯蒂斷言聖殿有結構問題：
“我注意到聖伯多祿大殿有一個不好的特點：又長又高的牆，沒有足夠結構給予承托，又沒有扶壁支撐；牆壁窗洞又太大；結果風的流動導致牆面被侵蝕；無疑再改動有機會讓建築倒塌。”
儒略二世原本打算保留此建築，但其後改變主意，計劃重建教堂。因爲聖殿對教會歷史有重大意義，當時人民對此計劃有很大反響，最後大殿裏的祭壇得以保留，並放在新聖殿。

## 設計

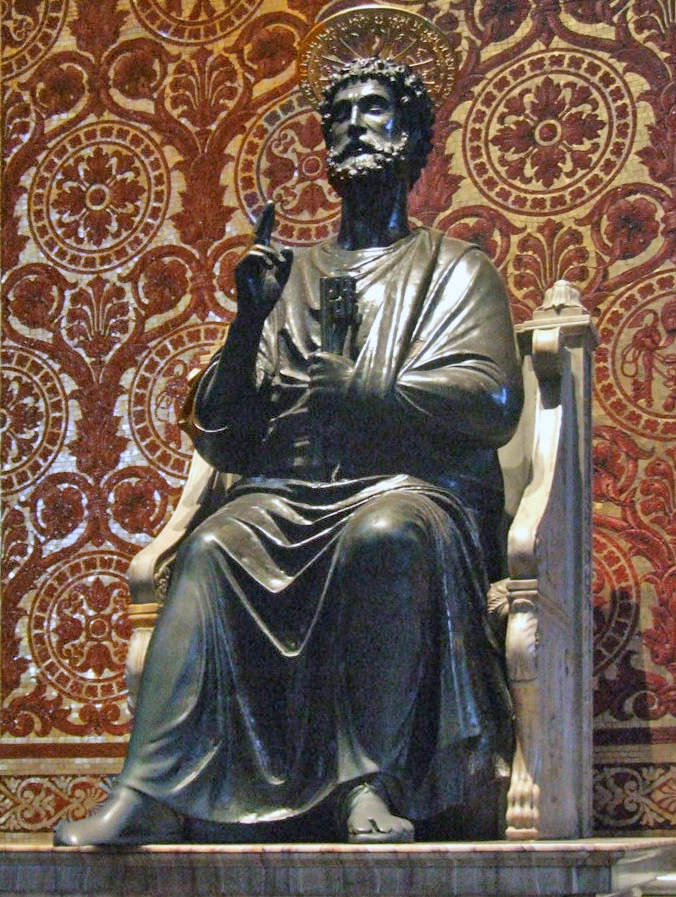
13世紀阿諾爾夫·迪·坎比奧造的聖伯多祿銅像

舊聖伯多祿大殿採用像君士坦丁聖殿的典型羅馬聖殿風格，不用古希臘羅馬風格。
在聖伯多祿的墳墓上建聖殿讓君士坦丁大帝感到煩惱，也影響到建築的形狀。台伯河西岸的梵蒂岡山被夷爲平地。特別的是，由於聖殿位置在古城外面，祭壇拱點位於西面，以讓聖殿正面面向羅馬東面。外牆沒有華麗的裝飾。
聖殿可容納三千至四千名信徒。共有五條通道：闊道位於中間，另外兩旁有兩條較窄的通道；總共21行大理石分隔。聖殿110米長，形狀為拉丁十字架。在別名“天國的花園”的中庭，有5個6世紀加建的大門，供人進入聖殿。祭壇裝有數條所羅門式柱，教會傳説是君士坦丁大帝從所羅門聖殿搬運到教堂；亦又説是從東方教會來的。吉安·洛倫佐·貝尼尼建造聖伯多祿廟蓋時有參考舊柱的扭紋風格。

### 馬賽克藝術
在中庭的“小船”馬賽克藝術由喬托·迪·邦多納製作，刻畫小船遇到狂風。拱廊入口的牆上馬賽克由賈科莫·加塔尼·斯特凡內希設計，描繪聖伯多祿在水上行走，但在16世紀重建聖殿時遭破壞，只有少部分得以保留。
聖殿末端為拱門，窗上有耶穌基督像；牆上11個窗描繪聖經新舊約的故事。
現存以主顯節爲主題的馬賽克碎片為少數教堂内的中世紀藝術，現在存放在希臘聖母堂，碎片證明聖殿馬賽克品質很高。

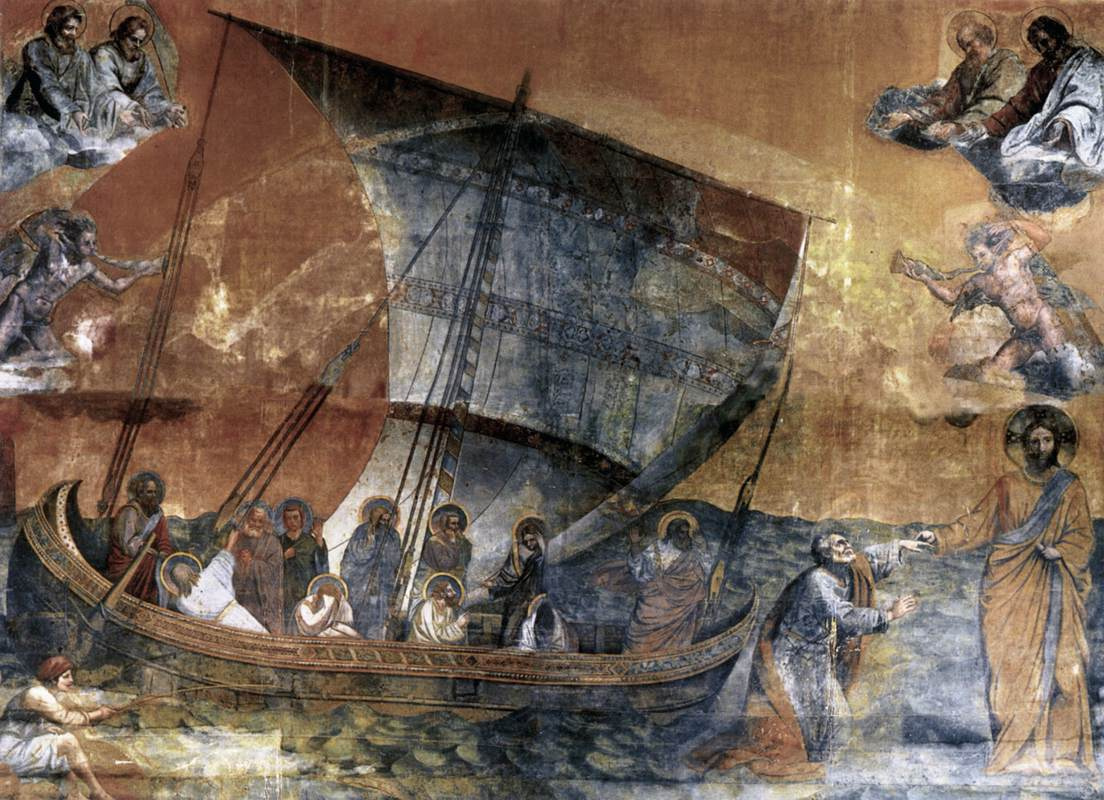
1628年製成的“小船”馬賽克仿製品
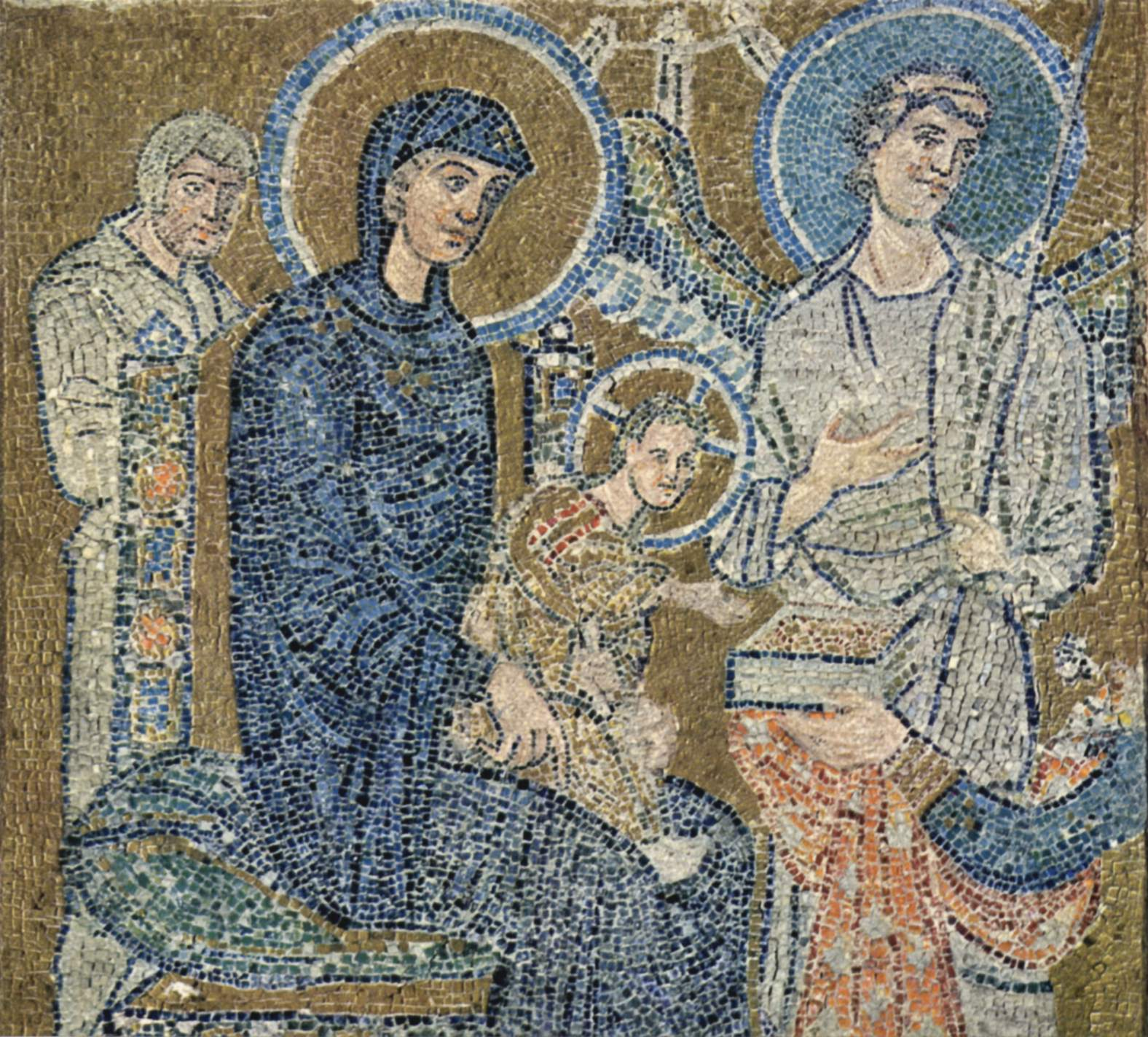
“崇拜聖者”馬賽克，現存希臘聖母堂
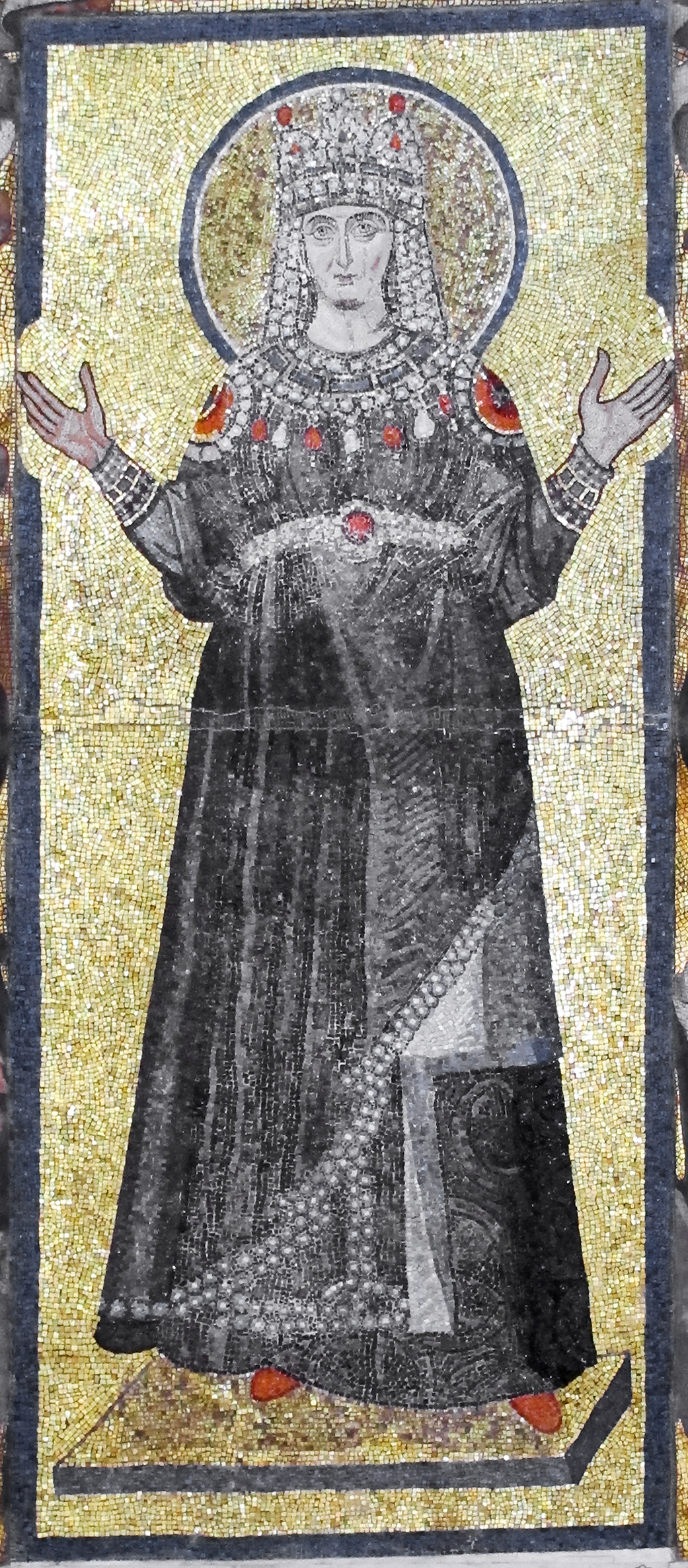
“聖母憐憫”，現存佛羅倫斯聖瑪爾谷大殿
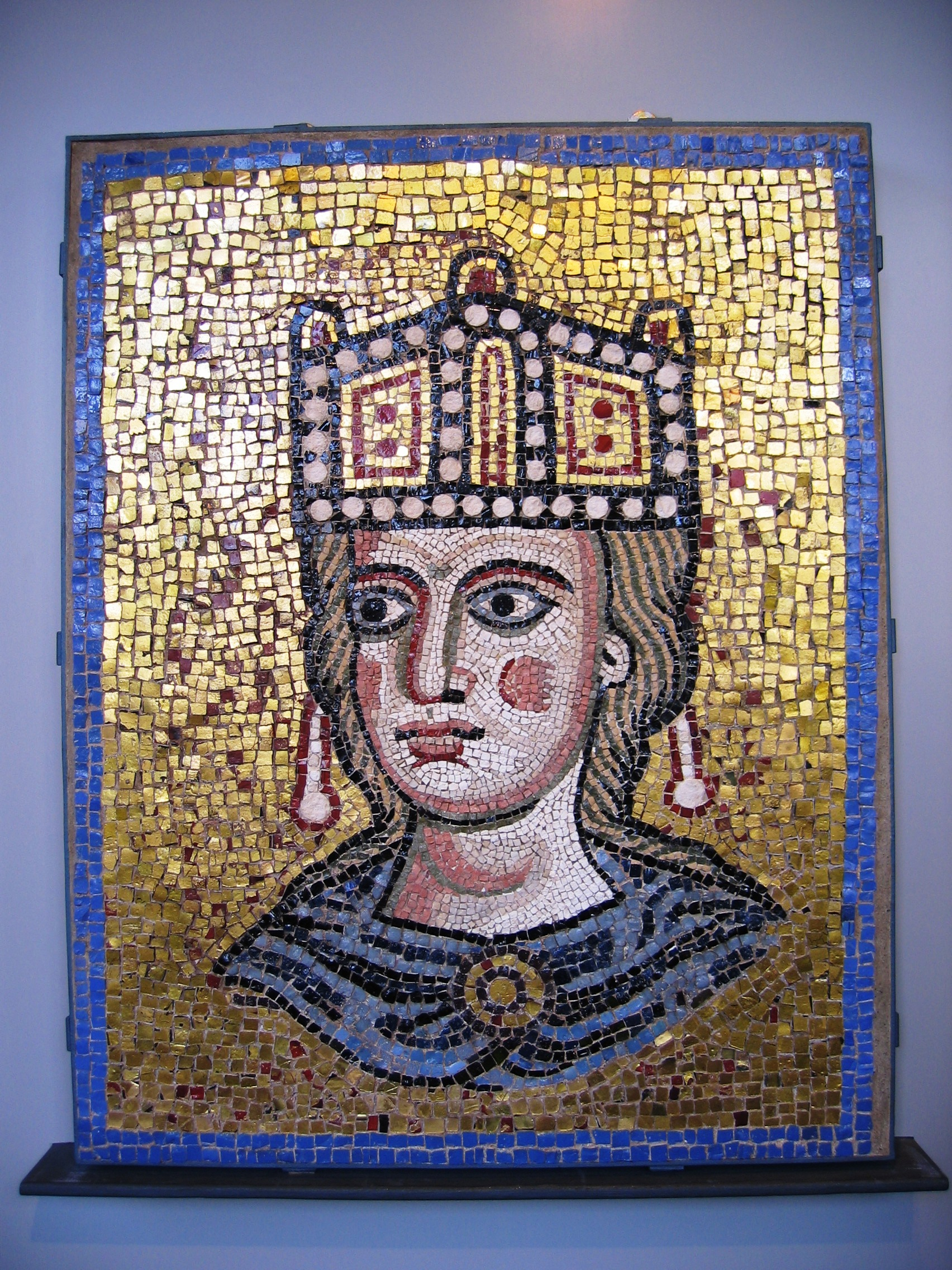
馬賽克，現存喬萬尼·巴拉科古雕塑博物館
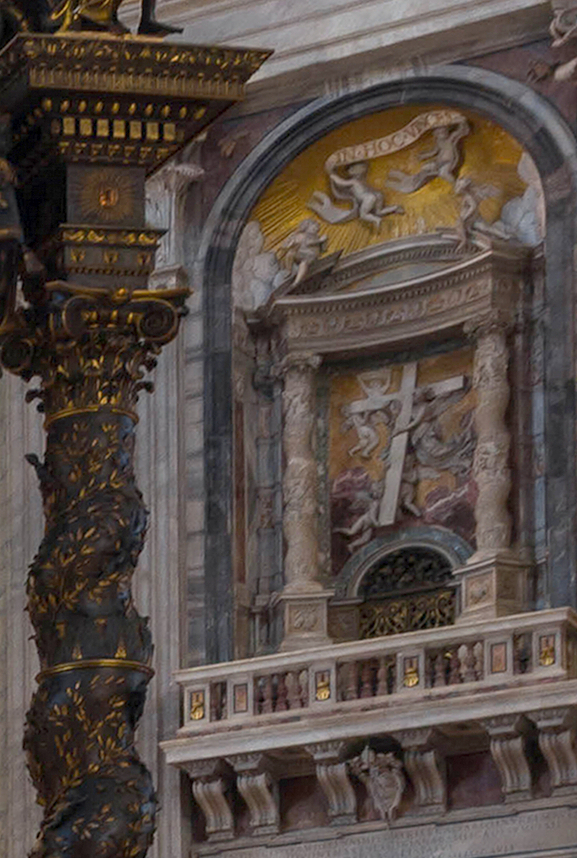
所羅門式柱，現裝飾形成視覺陷阱

## 墓窟
聖伯多祿被釘十字架後在舊聖伯多祿大殿埋葬，那裏建了一個小聖壇。隨著他在教會的重要度越來越高，教會用各類的石像及吊燈裝飾聖壇，並在旁邊加築祭壇。墓窟裏埋葬很多聖人和教宗遺骨，這些遺骨在裝修聖殿時被陸續發現。
大部分墓窟在16至17世紀重建聖殿時被拆掉，小部分仍在新聖殿及其他羅馬教堂。殉道者墓窟多次移動，還有拉特朗聖若望大殿在14世紀的兩次大火，有一半的墓窟在重建時未能得以保留。

## 延伸閲讀
- . New York: The Metropolitan Museum of Art. 1982  [2017-06-13]. ISBN 0870993488. （原始内容存档于2015-05-10）. (51–61頁) （英文）
- Kurt Weitzmann, ed.,. . New York: Metropolitan Museum of Art. 1979  [2017-06-13]. ISBN 9780870991790. （原始内容存档于2015-04-26）. （英文）

## 外部連結
- The Constantinian Basilica （页面存档备份，存于）：何塞·魯斯查爾特的文章 （英文）
- The Tomb of St Peter （页面存档备份，存于）：瑪格麗塔·瓜爾杜奇的書籍 （英文）